# صليحاوية (دار خوين)
صليحاوية (بالفارسية: صلاحاویه) هي منطقة سكنية تقع في إيران في قسم دار خوين الريفي. يقدر عدد سكانها بـ 360 نسمة بحسب إحصاء 2016.